# DakhTrio
DakhTrio (ДахТріо) — український музично-театральний колектив, що працює на перетині музики, поезії та театру. Заснований у 2019 році в Києві акторами театру «ДАХ» Софією Баскаковою, Ігорем Димовим та Володимиром Руденко.

## Історія
Гурт сформувався у театрі «ДАХ». Спершу Софія, Ігор та Володимир були акторами театральної трупи, проте згодом звернулися до української поезії.
Першою великою роботою колективу стала камерна мінімалістична опера «Стус: Перехожий», прем'єра якої відбулася 11 березня 2020 року в театрі «ДАХ». Вона стала відправною точкою для подальших музичних проєктів колективу. У 2021 році гурт випустив музичний альбом за мотивами вистави.
У червні 2023 року DakhTrio презентували нову виставу, яку називають музичною подорожжю, «Тичина: Феномен доби», присвячену життю і творчості Павла Тичини. Назва походить від однойменної літературної праці Василя Стуса, що містить аналіз життєвого шляху та творчості Павла Тичини. Вистава досліджує еволюцію поета від модерніста до митця, змушеного співпрацювати із радянською владою.
До дня народження Василя Стуса у 2024 гурт випустив 14-хвилинну композицію «Немилосердно», а у 2025 — «Де не стоятиму — вистою».

## Стиль та вплив
DakhTrio є частиною широкої спільноти театру «ДАХ», до якої також належать гурти DakhaBrakha і Dakh Daughters. У виставах DakhTrio центральне місце займає поетичне слово, навколо якого будується звуковий і сценічний простір. Колектив називає жанр, у якому працює, співаною поезією. 
Композитором DakhTrio є Володимир Руденко, а драматургом — Ігор Димов.

## Учасники
- Софія Баскакова — спів
- Ігор Димов — контрабас, спів
- Володимир Руденко — фортепіано, спів

## Дискографія
- 2021 — «Стус: Перехожий» (альбом) на YouTube
- 2023 — «Донбас» (сингл) на YouTube
- 2024 — «Тичина: Феномен доби» (альбом)
- 2024 — «Немилосердно» (сингл) на YouTube
- 2025 — «Де не стоятиму — вистою» (сингл) на YouTube

## Вистави
- 2020 — камерна опера «Стус: Перехожий»
- 2023 — музична вистава «Тичина: Феномен доби»